# Extreme Noise Terror
Extreme Noise Terror (oft auch als ENT abgekürzt) ist eine englische Grindcore- und Crust-Punk-Band. Sie gehört zu den am längsten aktiven und einflussreichsten Gruppen des Genres. Die Texte der Gruppe haben meist politische und sozialkritische Inhalte.

## Bandgeschichte
Um den Jahreswechsel 1984/1985 gründeten Sänger Dean Jones von Raw Noise und Schlagzeuger Darren „Pig Killer“ Olley von Sustained gemeinsam mit Sänger Phil Vane und Gitarrist Pete Hurley von Victims of War die Gruppe Extreme Noise Terror. Alle Mitglieder spielten schon seit mehreren Jahren in verschiedenen Musikgruppen und gehörten zur Punk-Szene in Ipswich. Den Bandnamen entnahmen sie dem Beileger einer Schallplatte der niederländischen Punk-Band Lärm, auf dem ein junger weiblicher Hardcore-Fan mit einem Bandana-Tuch abgebildet war, und um das Bild herum stand Extreme Noise Terrorism. Kurz darauf war mit Bassist Jerry Clay das erste Line-up vollständig. Der erste Liveauftritt im Oktober 1985 als Vorgruppe von Chaos UK brachte ENT einen Plattenvertrag für eine Split-LP ein. Diese erschien unter dem Titel Earslaughter im Herbst 1986. Wenig später verließ Schlagzeuger Olley die Band, weil er sich ganz auf seine zweite Band Perfect Daze konzentrieren wollte, und wurde durch Mick Harris ersetzt. Nach der Aufnahme der ersten Peel-Session für die BBC am 10. November 1987 verließ Bassist Clay die Gruppe und wurde durch Mark Gardener ersetzt. Die EP mit den Stücken der Peel-Session erschien im Dezember 1987 und erreichte 1988 Platz 14 der UK Indie Charts. Im Mai 1988 folgte die zweite Peel-Session. Kurz darauf verließ Mick Harris ENT, für ihn kam Doom-Schlagzeuger Tony Dickens. In dieser Besetzung wurde das Debütalbum A Holocaust in Your Head aufgenommen. Das Album erschien Anfang 1989 und stieg bis auf Platz 7 der UK Indie Charts. Bassist Gardener verließ ENT und wurde auf Empfehlung von Lee Dorrian durch Mark Bailey ersetzt. Es folgte eine Tournee durch Europa und die erste Japan-Tour im April 1990. 1991 folgte die zweite Tour durch Japan und die Phonophobia-EP für das japanische Label Discipline Records.
Ende 1991 wurde ENT durch Bill Drummond telefonisch für eine Kollaboration mit The KLF angefragt. Sie sollten gemeinsam mit der Gruppe eine rockige Version des KLF-Hits 3a.m. Eternal aufnehmen. Nachdem ein erster Auftritt der beiden Gruppen bei Top of the Pops nicht zustande gekommen war, traten sie am 12. Februar 1992 gemeinsam bei der Verleihung der BRIT Awards auf, bei denen The KLF als beste britische Musikgruppe ausgezeichnet wurde. Eine weitere geplante Zusammenarbeit scheiterte an der Auflösung von The KLF wenige Monate später. Das britische Independent-Label Earache Records nahm ENT unter Vertrag und veröffentlichte 1992 eine Kompilation mit neu aufgenommenen Titeln des Debütalbums unter dem Titel Retro-bution. Zur Besetzung gehörten neben dem neuen Leadgitarristen Ali Firouzbakht und dem neuen Bassisten Lee Barrett auch wieder Gründungsschlagzeuger Pig Killer. Im Anschluss folgten zwei ausgedehnte Europa-Tourneen und 1994 die erste Tour durch die Vereinigten Staaten. Nach dieser Tour verließ Pig Killer ENT erneut, für ihn kam William A. Sarginson von Cradle of Filth. Ein Kuriosum war der Tausch der Sänger mit Napalm Death: Während Barney Greenway von Napalm Death zu ENT wechselte, nahm ENT-Sänger Phil Vane seinen Posten bei Napalm Death ein. In dieser neuen Besetzung nahm ENT das Album Damage 381 auf. Der Titel des Albums spielt auf die Taktgeschwindigkeit des Titelliedes an, die mittels eines Metronoms mit 381 bpm gemessen worden war. Barney Greenway verließ ENT nach dem Album wieder, da die Zusammenarbeit von vornherein auf dieses eine Album beschränkt war. Nach zahlreichen weiteren Besetzungswechseln und dem Verlust des Vertrages bei Earache erschien 2001 das Album Being and Nothing bei Barretts Plattenfirma Candlelight Records. Als zweiter Sänger war Adam Catchpole an den Aufnahmen beteiligt.
Nach der Rückkehr von Gründungsmitglied und Sänger Phil Vane im Jahr 2006 nahm ENT mit insgesamt drei Sängern die Stücke für eine Split-EP mit Driller Killer auf. Veröffentlicht wurde diese 2007 vom auf Black Metal spezialisierten französischen Label Osmose Productions, weil es als einziges Plattenlabel bereit war, ENT einen Vertrag anzubieten. 2008 erschien ebenfalls bei Osmose das Album Law of Retaliation. Diese Phase wurde von der Gruppe als Neuanfang gesehen, mit dem sie zu ihren Wurzeln im Hardcore Punk zurückkehren wollte, Sänger Phil Vane kündigte außerdem an, dass bereits 2009 die Arbeiten am nächsten Album beginnen sollten. Am 17. Februar 2011 verstarb Vane im Alter von 46 Jahren.

## Stil und Bedeutung
Neben der hohen Geschwindigkeit der einzelnen Songs prägte der Wechselgesang der beiden Sänger Phil Vane und Dean Jones die Musik von ENT. Dieser Stil wurde später von anderen Genrebands übernommen, unter anderem von der Crust-Punk-Band Disrupt. Neben Napalm Death gehörte ENT zu den Pionieren des Grindcore, obwohl sich die Band nie dem Genre des Grindcore zugehörig fühlte, sondern sich als reine Hardcore-Band bezeichnete. Sänger Phil Vane sah die Musik der Band stets in der Tradition des Punk, ENT sei keine Extreme-Metal-Band.

## Diskografie
Alben
- A Holocaust in Your Head (Head Eruption, 1988)
- The Peel Sessions 87'-90'  (Strange Fruit Records, 1990)
- Retro-bution (Best of, Earache Records, 1995)
- Damage 381 (Earache, 1997)
- Being and Nothing (Candlelight Records, 2001)
- Live at the Fulham Greyhound London 1989 (Livealbum, Cherry Red, 2002)
- Law of Retaliation (Osmose Productions, 2008)
- Extreme Noise Terror, 2015
- Burladingen 88, 2021

Singles und EPs
- The Peel Sessions (Strange Fruit Records, 1987)
- Are You That Desperate (Crust, 1989)
- Phonophobia (Discipline Records, 1992)
- Hatred and the Filth (Distortion, 2004)
- Dwarves / E.N.T. - Dwarves / E.N.T., Split, 2016
- Extreme Noise Terror / Reality Crisis - Daily Holocaust, Split, 2017

Splits
- Earslaughter (mit Chaos UK, Manic Ears Records, 1986)
- In It for Life (mit Filthkick, Sink Below, 1989)
- The Split Noize Live EP (mit Patareni, Debilana Sound, 1990)
- 3am Eternal (mit The KLF, KLF Communications, 1992)
- Extreme Noise Terror / Driller Killer (Osmose Productions, 2007)
- Extreme Noise Terror / Trap Them (Deathwish, 2008)
- Extreme Noise Terror / Cock E.S.P. (Little Mafia Records, 2009)
- Hardcore Attack of the Low Life Dogs (mit Slang, Farewell Records, 2010)

Andere
- From One Extreme to Another (DVD, 2003)

## Belege
1. ↑  Albert Mudrian: Choosing Death: Die unglaubliche Geschichte von Death Metal & Grindcore. I.P. Verlag Jeske und Mader, 2006, ISBN 978-3-931624-35-4, S. 22.
2. 1 2  Barry Lazell: Indie Hits 1980-1989 "E". Cherry Red Books, archiviert vom Original am 12. Februar 2008; abgerufen am 25. Februar 2011 (englisch).
3. 1 2  Albert Mudrian: Choosing Death: Die unglaubliche Geschichte von Death Metal & Grindcore. I.P. Verlag Jeske und Mader, 2006, ISBN 978-3-931624-35-4, S. 189.
4. 1 2 3  Litocranius: INTERVIEW - Extreme Noise Terror. Arcana Noctis, 2009, abgerufen am 26. Februar 2011 (englisch).
5. ↑  Extreme Noise Terror verlieren Gründungsmitglied. Rock Hard, 24. Februar 2011, archiviert vom Original (nicht mehr online verfügbar) am 26. Februar 2011; abgerufen am 24. Februar 2011.  Info: Der Archivlink wurde automatisch eingesetzt und noch nicht geprüft. Bitte prüfe Original- und Archivlink gemäß Anleitung und entferne dann diesen Hinweis.
6. ↑  Ian Glasper: Trapped in a Scene - UK Hardcore 1985-1989. Cherry Red Books, 2009, ISBN 978-1-901447-61-3, S. 279.